# Khalid Hamid
Khalid Hamid (Gujranwala, 3 februari 1961) is een hockeyer uit Pakistan. 
Hamid won met de Pakistaanse ploeg de gouden medaille tijdens de Olympische Spelen 1984 in het Amerikaanse Los Angeles.
Vier jaar later in Seoel kwam de Pakistaanse ploeg niet verder dan de vijfde plaats.

## Erelijst
- 1984 –  Olympische Spelen in Los Angeles
- 1988 – 5e Olympische Spelen in Seoel